# Cabou Cadin
Cabou Cadin est une émission jeunesse diffusée du 4 novembre 1984 au 22 décembre 1990 sur Canal+. 
Cabou Cadin est une contrepèterie qui forme les mots « caca boudin ». 
Le générique présente la particularité d'avoir été composé par Serge Gainsbourg. 
Cabou Cadin a été remplacé par Canaille Peluche le 24 décembre 1990.

## Programmes diffusés
- Agence Toutou Risques
- Alias, drôle de fou
- Alvin et les Chipmunks
- Archibald, voyageur de l'espace
- Barbie (Séries animée télévisée)
- Barnabulle
- Bioman
- Bécébégé
- COPS
- Cadichon
- Caliméro
- Captain N
- Charlotte, Fléo et Benjamin
- Cobra
- Collège Galaxie
- Comte Mordicus
- Crocus
- Dame Boucleline et les Minicouettes
- Denis La Malice
- Du côté de chez Alf
- Fraidy Cat
- Foofur
- Galtar et la Lance d'or
- Genki le champion de boxe
- Grisù le Petit Dragon
- Heathcliff et Marmaduke
- Il était une fois… la Vie
- Kissyfur
- Lazer Tag
- L'île au trésor
- La Famille Ours
- La Véritable Histoire de Malvira
- Les Aventures de Carlos
- Le Cheval de feu
- Le Conte des deux cités
- Le Frelon vert
- Le Magasin d'Antiquités
- Les 13 Fantômes de Scooby-Doo
- Les 4 Filles du docteur March
- Les Minipouss
- Les Patapoufpoufs
- Les Pierrafeu en culottes courtes
- Le plein de super
- Les Tripodes
- Les Triplés
- Mantalo
- Mister T.
- Moi Renart
- Molierissimo
- Monchhichis
- Mystérieusement vôtre, signé Scoubidou
- Paul et les Dizygotes
- Petite Merveille
- Petzi
- Popeye, Olive et Mimosa
- Punky Brewster
- Princesse Zelda
- Rahan, Fils des Ages Farouches
- Rambo
- Reporter Blues
- Robo Story
- Le "croc-note" show
- SOS Fantômes
- SOS Polluards
- Super Durand
- Super Mario Bros.
- Sharky et Georges
- Sherlock Holmes
- Transformers
- Tortues Ninja: Les Chevaliers d'écaille
- Turbolide
- Yogi l'ours
- Trip Trap (The trap door)